# London Perrantes
London Tyus Perrantes, né le 3 octobre 1994 à Los Angeles en Californie, est un joueur américain de basket-ball. Il mesure 1,85 m.

## Biographie

### Carrière universitaire
Entre 2013 et 2017, il joue quatre ans pour l'équipe universitaire des Cavaliers de la Virginie avant de se présenter à la draft 2017 de la NBA mais n'est pas choisi.

### Carrière professionnelle

#### Première année aux États-Unis (2017-2018)
Il participe alors à la NBA Summer League 2017 avec le Heat de Miami. Le 23 août 2017, il rejoint les Spurs de San Antonio. Le 12 octobre 2017, il est libéré par les Spurs. Le 18 octobre 2017, il signe un two-way contract avec les Cavaliers de Cleveland. Le 12 juin 2018, Perrantes est libéré par les Cavaliers.
Durant l'été 2018, il participe aux NBA Summer League de Las Vegas et Salt Lake City avec les Spurs de San Antonio.

#### Départ en France (2018-2019)
Le 23 juillet 2018, il est officiellement annoncé comme nouvelle recrue du Limoges CSP. Le 16 novembre 2018, le club français rompt le contrat avec Perrantes et le remplace par Jordan Taylor. Après un dernier match le 17 novembre 2018 contre Nanterre 92 où il ne joue que deux minutes, il part a Cholet Basket pour épauler les jeunes Abdoulaye N'doye et Killian Hayes.
Du 5 au 15 juillet 2019, il participe à la NBA Summer League de Las Vegas avec les Pelicans de La Nouvelle-Orléans.

## Statistiques

### Universitaires
| Saison    | Équipe   | Matchs | Titul. | Min./m | % Tir | % 3pts | % LF | Rbds/m. | Pass/m. | Int/m. | Ctr/m. | Pts/m. |
| --------- | -------- | ------ | ------ | ------ | ----- | ------ | ---- | ------- | ------- | ------ | ------ | ------ |
| 2013-2014 | Virginie | 37     | 33     | 29,9   | 38,4  | 43,7   | 86,0 | 2,19    | 3,78    | 0,89   | 0,11   | 5,49   |
| 2014-2015 | Virginie | 32     | 32     | 33,3   | 35,4  | 31,6   | 77,8 | 2,62    | 4,62    | 0,78   | 0,22   | 6,44   |
| 2015-2016 | Virginie | 35     | 35     | 33,2   | 43,9  | 48,7   | 80,3 | 3,00    | 4,37    | 1,06   | 0,09   | 11,00  |
| 2016-2017 | Virginie | 34     | 34     | 32,1   | 41,4  | 37,4   | 81,3 | 3,00    | 3,76    | 0,74   | 0,06   | 12,68  |
| Total     | Total    | 138    | 134    | 32,1   | 40,5  | 40,9   | 81,2 | 2,70    | 4,12    | 0,87   | 0,12   | 8,88   |

### Professionnelles
| Saison    | Équipe            | Matchs | Titul. | Min./m | % Tir | % 3pts | % LF | Rbds/m. | Pass/m. | Int/m. | Ctr/m. | Pts/m. |
| --------- | ----------------- | ------ | ------ | ------ | ----- | ------ | ---- | ------- | ------- | ------ | ------ | ------ |
| 2017-2018 | Cleveland (NBA)   | 14     | 0      | 4,7    | 15,4  | 0,0    | 60,0 | 0,29    | 0,36    | 0,14   | 0,07   | 0,50   |
| 2017-2018 | Canton (G-League) | 35     | 35     | 36,6   | 37,8  | 30,9   | 83,5 | 3,37    | 7,80    | 1,20   | 0,03   | 11,91  |
| 2018-2019 | Limoges           | 9      | 5      | 19,2   | 34,7  | 43,8   | 76,9 | 1,78    | 5,78    | 1,11   | 0,00   | 5,67   |
| 2018-2019 | Cholet            | 23     | 20     | 33,3   | 38,4  | 35,7   | 83,0 | 2,30    | 6,13    | 1,13   | 0,13   | 12,35  |